# Стоян Райчевски
Стоян Чилов Райчевски е български общественик, публицист, политик, историк и етнограф.

## Биография
Стоян Райчевски е родом от Бургас. Завършва първо немска, а после и българска филология в Софийския държавен университет. Преподавател по немски език в Техникума по туризъм в Слънчев бряг. Уредник в историческите музеи в Несебър, Бургас, Созопол и Малко Търново. Главен редактор на списание „Родопи“.
Народен представител в XXXVI народно събрание, XXXVII народно събрание и XXXVIII народно събрание от СДС. Член на Демократическата партия. Председател на Демократическата партия в Бургас през 1990 г. През 1994 г. е изключен от Демократическата партия и същата година основава Демократическа партия - 1896 в СДС – алтернативна на напусналата коалицията Демократическа партия начело със Стефан Савов. Председател на Демократическа партия – 1896. През 1999 г. е главен редактор на списание „НАТО & България“.
От 2009 година е председател на Съюз „Истина“.

## Трудове
Автор е на редица книги в областта на българската история и етнография, някои от които:
- Райчевски, Стоян. Бежанците от Македония и техните братства в България.   София, Издателство „Захарий Стоянов“, 2016.
- Райчевски, Стоян. Странджа: етноложки изследвания.   София, Захарий Стоянов, 2008. ISBN 978-954-090-103-9.
- Райчевски, Стоян. Крайбрежна Стара планина: топоними и хидроними.   София, Български бестселър, 2007. ISBN 978-954-463-050-8.
- Райчевски, Стоян. Радомир, историческо наследство и европейско бъдеще.   София, Български бестселър, 2006. ISBN 954-4630-49-X.
- Райчевски, Стоян. Геноцид над българите през XX век.   София, Български бестселър, 2005.
- Райчевски, Стоян. Нишавските българи.   София, Балкани, 2004. ISBN 954-8353-79-2.
- Райчевски, Стоян. Паметници на признателност за освобождението на България.   София, Български бестселър, 2004. ISBN 954-9308-50-2.
- Raichevski, Stoian. The Mohammedan Bulgarians (Pomaks).   Sofia, National Museum of Bulgarian Books and Polygraphy, 2004. ISBN 954-9308-41-3.
- Райчевски, Стоян. Университетът: закони и дебати до 1939 г.   София, Университетско издателство „Св. Климент Охридски“, 2003. ISBN 954-0717-86-8.
- Райчевски, Стоян. Америка и българите до учредителното събрание 1879 г.   София, Национален музей на българската книга и полиграфия, 2003. ISBN 954-9308-10-3.
- Райчевски, Стоян. Българите в световните хроники 1920 – 1925.   София, Български бестселър; Национален музей на българската книга и полиграфия, 2001. ISBN 954-9106-25-X.
- Райчевски, Стоян. Горските кооперации в Странджанския край, 1922 – 1944.   Бургас, Геопан, 2001. ISBN 954-9080-32-3.
- Райчевски, Стоян. Българите мохамедани.   София, Университетско издателство „Св. Климент Охридски“, 1998. ISBN 954-0712-77-7.